# 楚爾島

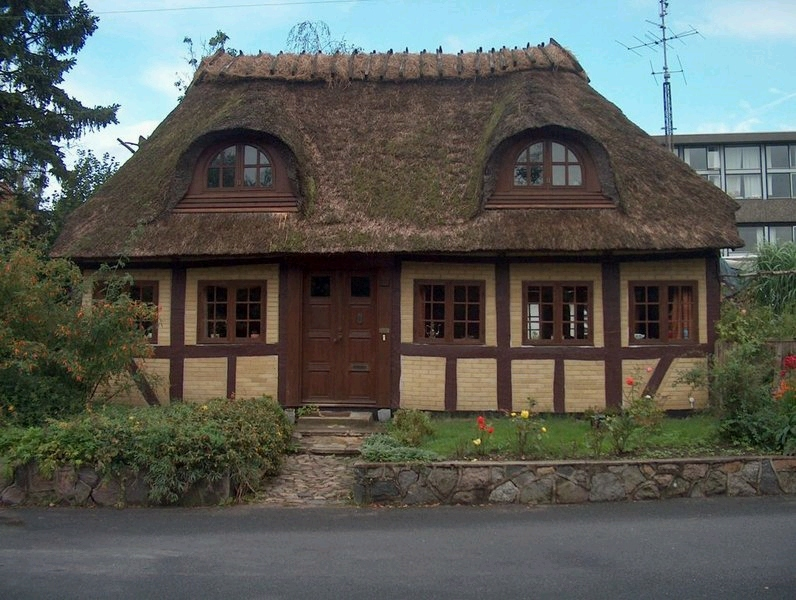

楚爾島是丹麥的島嶼，位於菲英島東南面的波羅的海，由南丹麥大區負責管轄，面積7.53平方公里，是熱門的渡假地點，2012年人口為3,628。
55°03′N 10°42′E / 55.050°N 10.700°E